# Alessio Lorandi

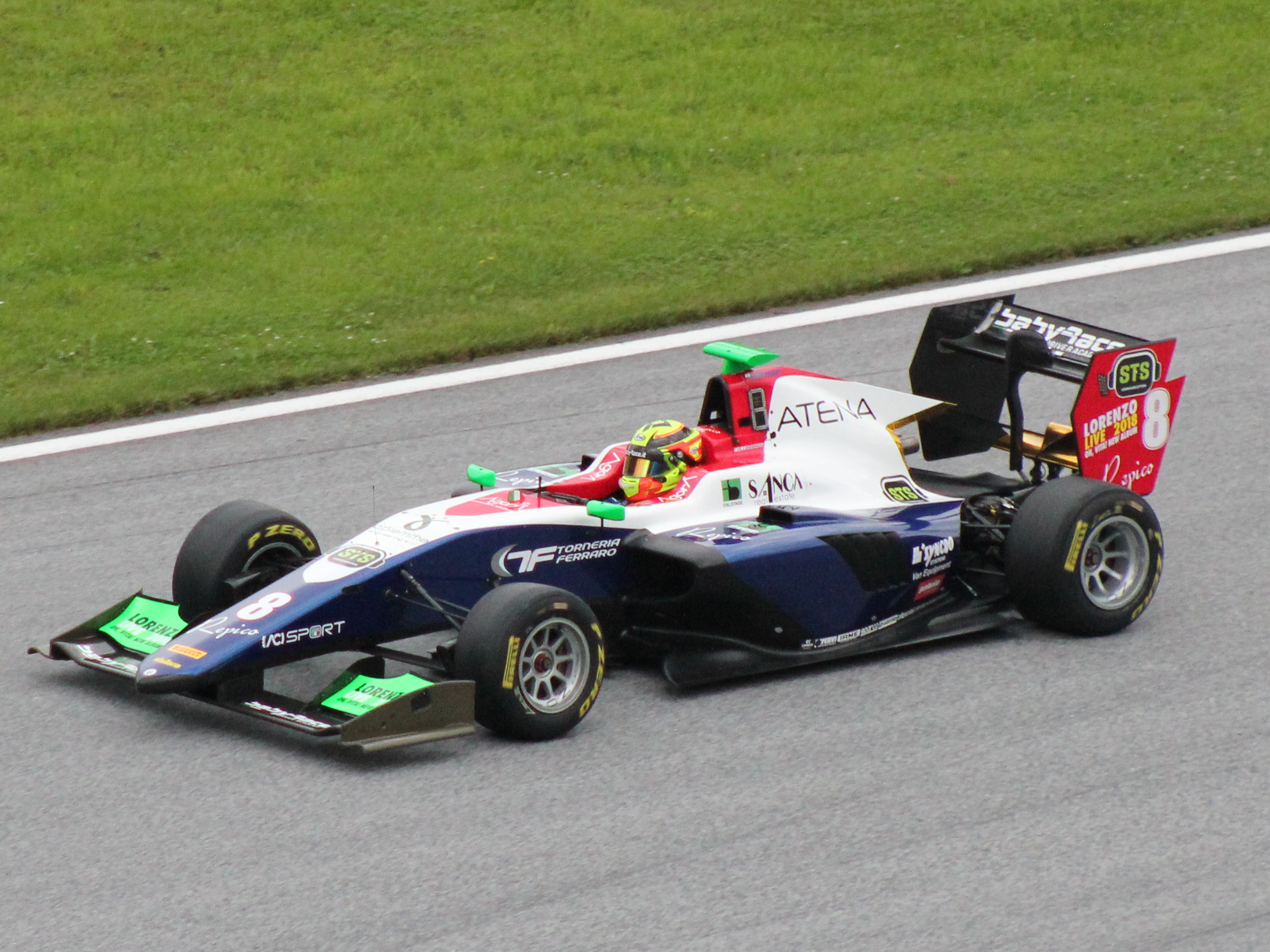
Alessio Lorandi beim ersten GP3-Rennen in Spielberg 2018

Alessio Lorandi (* 8. September 1998 in Salò) ist ein italienischer Automobilrennfahrer. Er trat 2018 in der GP3-Serie und der FIA-Formel-2-Meisterschaft an.

## Karriere

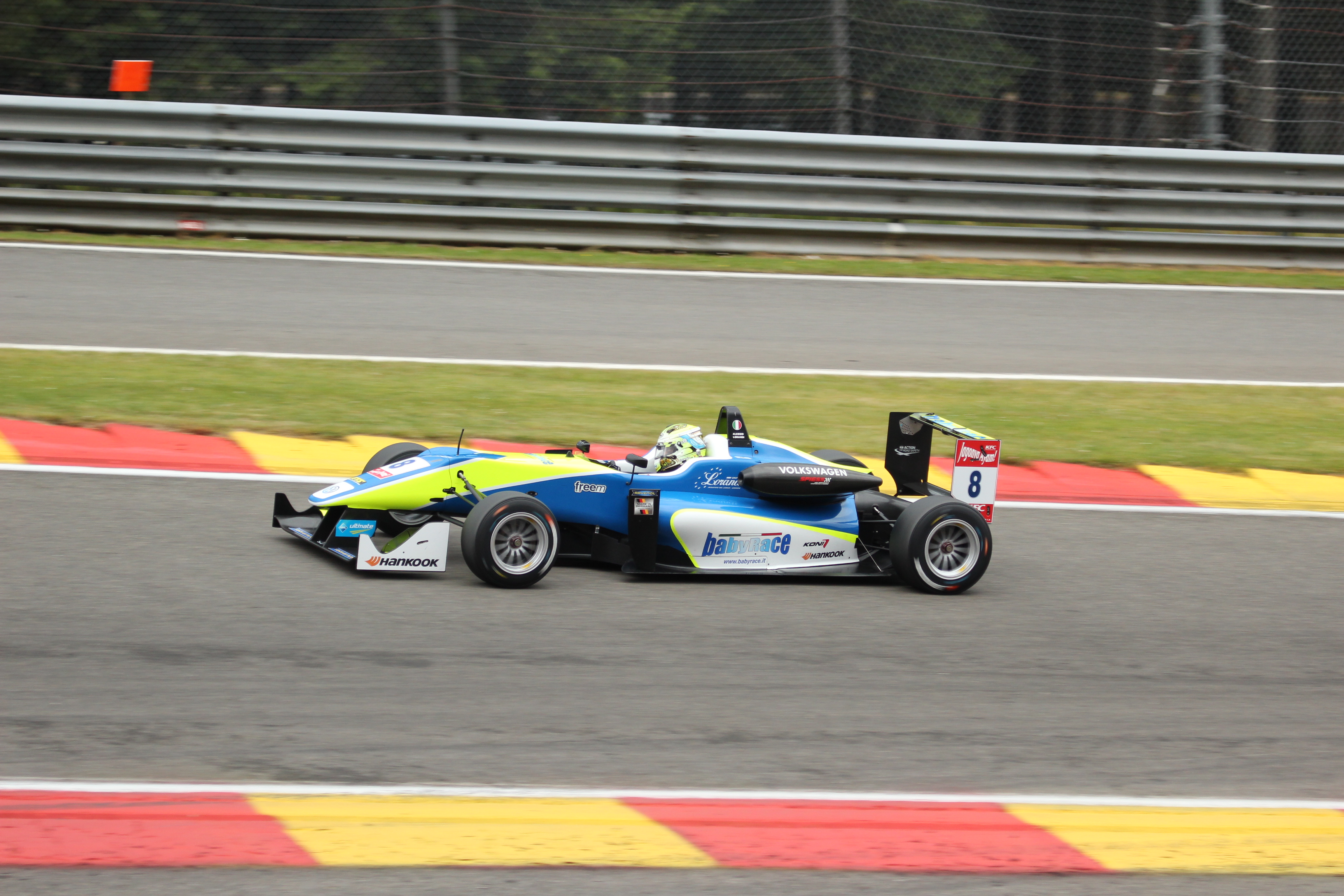
Alessio Lorandi in Spa-Francorchamps in der europäischen Formel-3-Meisterschaft 2015

Lorandi begann seine Motorsportkarriere 2004 im Kartsport, in dem er bis 2014 aktiv blieb. 2012 gewann Lorandi die italienische Kartmeisterschaft in der KF3-Klasse. Darüber hinaus wurde er in der KF3-Klasse Zweiter der WSK Master Series und des WSK Final Cups sowie Dritter der WSK Euro Series. Im FIA-Weltcup wurde er Sechster. 2013 gewann Lorandi auf Juniorenebene die WSK Super Master Series, die italienische Kartmeisterschaft sowie die CIK-FIA-Weltmeisterschaft. 2014 trat Lorandi im Senioren-Kartsport an. Er gewann die Trofeo Andrea Margutti sowie die KF2-Klasse des South Garda Winter Cup. Im WSK Champions Cup und der WSK Super Master Series wurde er Zweiter, in der Europameisterschaft Sechster und in der Weltmeisterschaft 21. Lorandi erreichte in jeder WSK-Meisterschaft, in der er von 2012 bis 2014 antrat, eine Top-3-Gesamtplatzierung.
2015 wechselte Lorandi in den Formelsport und entschied sich dafür, direkt in der europäischen Formel-3-Meisterschaft an den Start zu gehen, nachdem er bei Testfahrten in drei von vier Sitzungen die Bestzeit erzielt hatte. Er erhielt ein Cockpit bei Van Amersfoort Racing. Lorandi erzielte einen sechsten Platz als bestes Resultat und erreichte den 20. Platz im Gesamtklassement. 2016 absolvierte Lorandi seine zweite Saison in der europäischen Formel-3-Meisterschaft für Carlin. Seinen einzigen Sieg erzielte er beim Grand Prix de Pau. Nach dem siebten Rennwochenende beendete Lorandi sein Formel-3-Engagement und wechselte zu Jenzer Motorsport in die GP3-Serie. Dort bestritt er die letzten zwei Veranstaltungen der Saison 2016.
2017 fuhr Lorandi weiterhin für Jenzer Motorsport in der GP3-Serie. Die Saison 2018 begann er wiederum in der GP3-Serie, diesmal jedoch im Team von Trident Racing. In der Gesamtwertung belegte er den 11. Platz. Nach der Entlassung von Santino Ferrucci in der FIA-Formel-2-Meisterschaft wechselte er ab dem Rennen auf dem Hungaroring teamintern in die Formel 2. Hier schloss er die Saison auf dem 20. Platz ab.

## Persönliches
Lorandi wird unter anderem von dem Sarghersteller Gruppo Lorandi, dem Unternehmen seines Vaters Sandro gesponsert. Sein zwei Jahre jüngerer Bruder Leonardo ist ebenfalls im Kartsport aktiv. Alessio Lorandi wird von Jean Alesi gemanagt.

## Statistik

### Karrierestationen
| - 2004–2014: Kartsport - 2015: Europäische Formel 3 (Platz 20) - 2016: Europäische Formel 3 (Platz 14) | - 2016: GP3-Serie (Platz 23) - 2017: GP3-Serie (Platz 7) - 2018: GP3-Serie (Platz 11) | - 2018: Formel 2 (Platz 20) |

### Einzelergebnisse in der europäischen Formel-3-Meisterschaft
| Jahr | Team                  | Motor      | 1   | 2   | 3   | 4   | 5   | 6   | 7   | 8   | 9   | 10  | 11  | 12  | 13  | 14  | 15  | 16  | 17  | 18  | 19  | 20  | 21  | 22  | 23  | 24  | 25  | 26  | 27  | 28  | 29  | 30  | 31  | 32  | 33  | Punkte | Rang |
| ---- | --------------------- | ---------- | --- | --- | --- | --- | --- | --- | --- | --- | --- | --- | --- | --- | --- | --- | --- | --- | --- | --- | --- | --- | --- | --- | --- | --- | --- | --- | --- | --- | --- | --- | --- | --- | --- | ------ | ---- |
| 2015 | Van Amersfoort Racing | Volkswagen | SIL | SIL | SIL | HO1 | HO1 | HO1 | PAU | PAU | PAU | MNZ | MNZ | MNZ | SPA | SPA | SPA | NOR | NOR | NOR | ZAN | ZAN | ZAN | SPI | SPI | SPI | POR | POR | POR | NÜR | NÜR | NÜR | HO2 | HO2 | HO2 | 26     | 20.  |
| 2015 | Van Amersfoort Racing | Volkswagen | DNF | 16  | 14  | DNF | 30  | DNF | 6   | 13  | 7   | 18  | 13  | 17  | 10  | 10  | 7   | 17  | 9   | 9   | 30  | 28  | 19  | 15  | 28  | 20  | 17  | 27  | DNF | 19  | DNF | DNF | 12  | 13  | 12  | 26     | 20.  |
| 2016 | Carlin                | Volkswagen | LEC | LEC | LEC | HUN | HUN | HUN | PAU | PAU | PAU | SPI | SPI | SPI | NOR | NOR | NOR | ZAN | ZAN | ZAN | SPA | SPA | SPA | NÜR | NÜR | NÜR | IMO | IMO | IMO | HOC | HOC | HOC |     |     |     | 96     | 14.  |
| 2016 | Carlin                | Volkswagen | 12  | 6   | 9   | 6   | 6   | 12  | 10  | 15  | 1   | 11  | 9   | 17  | 12  | DNF | 8   | 3   | 5   | 4   | 10  | 14  | 17  |     |     |     |     |     |     |     |     |     |     |     |     | 96     | 14.  |

### Einzelergebnisse in der GP3-Serie
| Jahr | Team              | 1   | 2   | 3   | 4   | 5   | 6   | 7   | 8   | 9   | 10  | 11  | 12  | 13  | 14  | 15  | 16  | 17  | 18  | Punkte | Rang |
| ---- | ----------------- | --- | --- | --- | --- | --- | --- | --- | --- | --- | --- | --- | --- | --- | --- | --- | --- | --- | --- | ------ | ---- |
| 2016 | Jenzer Motorsport | ESP | ESP | AUT | AUT | GBR | GBR | HUN | HUN | GER | GER | BEL | BEL | ITA | ITA | MAS | MAS | UAE | UAE | 0      | 23.  |
| 2016 | Jenzer Motorsport |     |     |     |     |     |     |     |     |     |     |     |     |     |     | 11  | 9   | 12  | 20  | 0      | 23.  |
| 2017 | Jenzer Motorsport | ESP | ESP | AUT | AUT | GBR | GBR | HUN | HUN | BEL | BEL | ITA | ITA | ESP | ESP | UAE | UAE |     |     | 92     | 7.   |
| 2017 | Jenzer Motorsport | 3   | 3   | 7   | 8   | 3   | 6   | 4   | DNF | 12  | 14  | DNF | C   | 8   | 1   | 5   | 17  |     |     | 92     | 7.   |
| 2018 | Trident           | ESP | ESP | FRA | FRA | AUT | AUT | GBR | GBR | HUN | HUN | BEL | BEL | ITA | ITA | RUS | RUS | UAE | UAE | 42     | 11.  |
| 2018 | Trident           | 11  | 16  | 5   | 4   | 3   | 4   | 10  | 12  |     |     |     |     |     |     |     |     |     |     | 42     | 11.  |

### Einzelergebnisse in der FIA-Formel-2-Meisterschaft
| Jahr | Team    | 1   | 2   | 3   | 4   | 5   | 6   | 7   | 8   | 9   | 10  | 11  | 12  | 13  | 14  | 15  | 16  | 17  | 18  | 19  | 20  | 21  | 22  | 23  | 24  | Punkte | Rang |
| ---- | ------- | --- | --- | --- | --- | --- | --- | --- | --- | --- | --- | --- | --- | --- | --- | --- | --- | --- | --- | --- | --- | --- | --- | --- | --- | ------ | ---- |
| 2018 | Trident | BRN | BRN | AZE | AZE | ESP | ESP | MON | MON | FRA | FRA | AUT | AUT | GBR | GBR | HUN | HUN | BEL | BEL | ITA | ITA | RUS | RUS | UAE | UAE | 6      | 20.  |
| 2018 | Trident |     |     |     |     |     |     |     |     |     |     |     |     |     |     | 14  | DNF | 13  | 15  | 15  | 12  | 7   | DNF | 13  | 14  | 6      | 20.  |

| Legende  | Legende            | Legende                                                          |
| Farbe    | Abkürzung          | Bedeutung                                                        |
| -------- | ------------------ | ---------------------------------------------------------------- |
| Gold     | –                  | Sieg                                                             |
| Silber   | –                  | 2. Platz                                                         |
| Bronze   | –                  | 3. Platz                                                         |
| Grün     | –                  | Platzierung in den Punkten                                       |
| Blau     | –                  | Klassifiziert außerhalb der Punkteränge                          |
| Violett  | DNF                | Rennen nicht beendet (did not finish)                            |
| Violett  | NC                 | nicht klassifiziert (not classified)                             |
| Rot      | DNQ                | nicht qualifiziert (did not qualify)                             |
| Rot      | DNPQ               | in Vorqualifikation gescheitert (did not pre-qualify)            |
| Schwarz  | DSQ                | disqualifiziert (disqualified)                                   |
| Weiß     | DNS                | nicht am Start (did not start)                                   |
| Weiß     | WD                 | zurückgezogen (withdrawn)                                        |
| Hellblau | PO                 | nur am Training teilgenommen (practiced only)                    |
| Hellblau | TD                 | Freitags-Testfahrer (test driver)                                |
| ohne     | DNP                | nicht am Training teilgenommen (did not practice)                |
| ohne     | INJ                | verletzt oder krank (injured)                                    |
| ohne     | EX                 | ausgeschlossen (excluded)                                        |
| ohne     | DNA                | nicht erschienen (did not arrive)                                |
| ohne     | C                  | Rennen abgesagt (cancelled)                                      |
| ohne     | keine WM-Teilnahme |                                                                  |
| sonstige | P/fett             | Pole-Position                                                    |
| sonstige | 1/2/3/4/5/6/7/8    | Punktplatzierung im Sprint-/Qualifikationsrennen                 |
| sonstige | SR/kursiv          | Schnellste Rennrunde                                             |
| sonstige | *                  | nicht im Ziel, aufgrund der zurückgelegten Distanz aber gewertet |
| sonstige | ()                 | Streichresultate                                                 |
| sonstige | unterstrichen      | Führender in der Gesamtwertung                                   |